# 1945 Весселінк
1945 Весселінк (1945 Wesselink) — астероїд головного поясу, відкритий 22 липня 1930 року.
Тіссеранів параметр щодо Юпітера — 3,412.